# Wałerij Wdowenko
Wałerij Pawłowycz Wdowenko, ukr. Валерій Павлович Вдовенко (ur. 27 sierpnia 1971 w Kijowie) – ukraiński skoczek narciarski, do 1991 roku reprezentujący Związek Radziecki. Trener skoków narciarskich, od 1995 roku główny trener reprezentacji Ukrainy w tej dyscyplinie sportu. Wicemistrz uniwersjady w konkursie drużynowym (1991). Dwukrotny uczestnik mistrzostw świata seniorów (1989 i 1993), trzykrotny uczestnik mistrzostw świata juniorów (1988, 1989 i 1990) i uniwersjady (1991, 1993 i 1995). Medalista mistrzostw Związku Radzieckiego oraz Ukrainy.

## Życiorys

### Kariera zawodnicza

#### Związek Radziecki (do 1991)
W oficjalnych zawodach międzynarodowych rozgrywanych pod egidą Międzynarodowej Federacji Narciarskiej (FIS) zadebiutował w marcu 1988 w Saalfelden, gdzie wziął udział w mistrzostwach świata juniorów, zajmując indywidualnie 29. pozycję, a w konkursie drużynowym, wraz z reprezentacją Związku Radzieckiego, plasując się na 5. miejscu.
W styczniu 1989 roku zadebiutował w Pucharze Świata, zajmując 60. miejsce w Libercu i 44. pozycję w Harrachovie. Miesiąc później wystartował w mistrzostwach świata seniorów, w których zajął 41. miejsce w konkursie indywidualnym na skoczni normalnej, a na skoczni dużej był 41. Z kolei w rywalizacji drużynowej, wraz z radziecką kadrą, uplasował się na 4. pozycji. W marcu tego roku wziął jeszcze udział w mistrzostwach świata juniorów, gdzie był 33. indywidualnie i 13. w konkursie drużynowym. W 1989 roku zdobył także wicemistrzostwo Związku Radzieckiego w skokach narciarskich.
W 1990 roku, po raz trzeci i ostatni w karierze, wystartował w mistrzostwach świata juniorów, zajmując 9. miejsce w rywalizacji drużynowej. Z kolei w konkursie indywidualnym nie został sklasyfikowany.
W styczniu 1991 roku Wdowenko wystartował w 3 konkursach Pucharu Europy, zajmując 31. miejsce w Saalfelden, 12. pozycję w Ruhpolding i 20. w Planicy. Dzięki zdobytym w Ruhpolding 4 punktom (w tym okresie punkty zdobywało najlepszych 15 skoczków konkursu) został sklasyfikowany na 83. pozycji klasyfikacji generalnej sezonu 1990/1991 tego cyklu. W marcu tego samego roku wziął udział w zimowej uniwersjadzie w Sapporo, gdzie indywidualnie zajął 19. (skocznia normalna) i 8. (skocznia duża) pozycję, a w konkursie drużynowym, wraz z radzieckim zespołem, zdobył srebrny medal.
Latem 1991 roku w zawodach międzynarodowych niższej rangi po raz ostatni reprezentował barwy Związku Radzieckiego.

#### Ukraina (1992–1995)
Po rozpadzie Związku Radzieckiego Wdowenko zaczął reprezentować Ukrainę. W barwach tego kraju zadebiutował na arenie międzynarodowej na przełomie 1992 i 1993 roku, w 41. Turnieju Czterech Skoczni, w którym jednak odpadał w kwalifikacjach do każdego z 4 konkursów. W styczniu 1993 roku wystartował jeszcze w konkursie Pucharu Europy w Planicy, gdzie zajął 87. miejsce
W lutym 1993 roku wziął udział w Zimowej Uniwersjadzie 1993, gdzie indywidualnie uplasował się na 12. pozycji, a w konkursie drużynowym, wraz z ukraińską kadrą, zajął 4. miejsce. W tym samym miesiącu wystartował jeszcze w mistrzostwach świata seniorów, w których indywidualnie zajmował 61. (skocznia duża) i 62. (skocznia normalna) miejsce, a drużynowo, wraz z ukraińską reprezentacją, uplasował się na 14. pozycji.
Do startów międzynarodowych w roli zawodnika powrócił jeszcze w 1995 roku. W styczniu 1995 roku odpadł w kwalifikacjach, a następnie został zdyskwalifikowany w konkursie Pucharu Kontynentalnego w Zakopanem. W lutym z kolei wziął udział w Zimowej Uniwersjadzie 1995, gdzie indywidualnie zajął 34. pozycję, a w konkursie drużynowym, wraz z ukraińskim zespołem, uplasował się na 6. miejscu. Były to jednocześnie jego ostatnie starty w roli zawodnika w oficjalnych zawodach międzynarodowych pod egidą FIS.
Wielokrotnie zdobywał tytuł mistrza Ukrainy w skokach narciarskich.

### Kariera trenerska
W 1989 roku ukończył Szkołę Kultury Fizycznej w Browarach, a w 1993 roku został absolwentem Narodowego Uniwersytetu Wychowania Fizycznego i Sportu Ukrainy. W 1994 roku został trenerem w kijowskiej SZWSM (ШВСМ).
Od 1995 do 2018 roku pełnił funkcję pierwszego trenera reprezentacji Ukrainy w skokach narciarskich. Pod jego wodzą punkty Pucharu Świata zdobywało 4 ukraińskich skoczków – Wołodymyr Hływka, Witalij Szumbareć, Wołodymyr Boszczuk i Ołeksandr Łazarowicz.